# Porcula salvania
Il cinghiale nano (Porcula salvania Hodgson, 1847) è una specie di suide minacciata di estinzione, diffusa in passato in Bhutan, India e Nepal ma oggi presente solamente in India (Assam). Attualmente ne rimangono circa 100-250 esemplari adulti. Fortunatamente, la messa in atto di recenti misure di protezione ha incrementato le possibilità di sopravvivenza in natura di questa rarissima specie.

## Descrizione

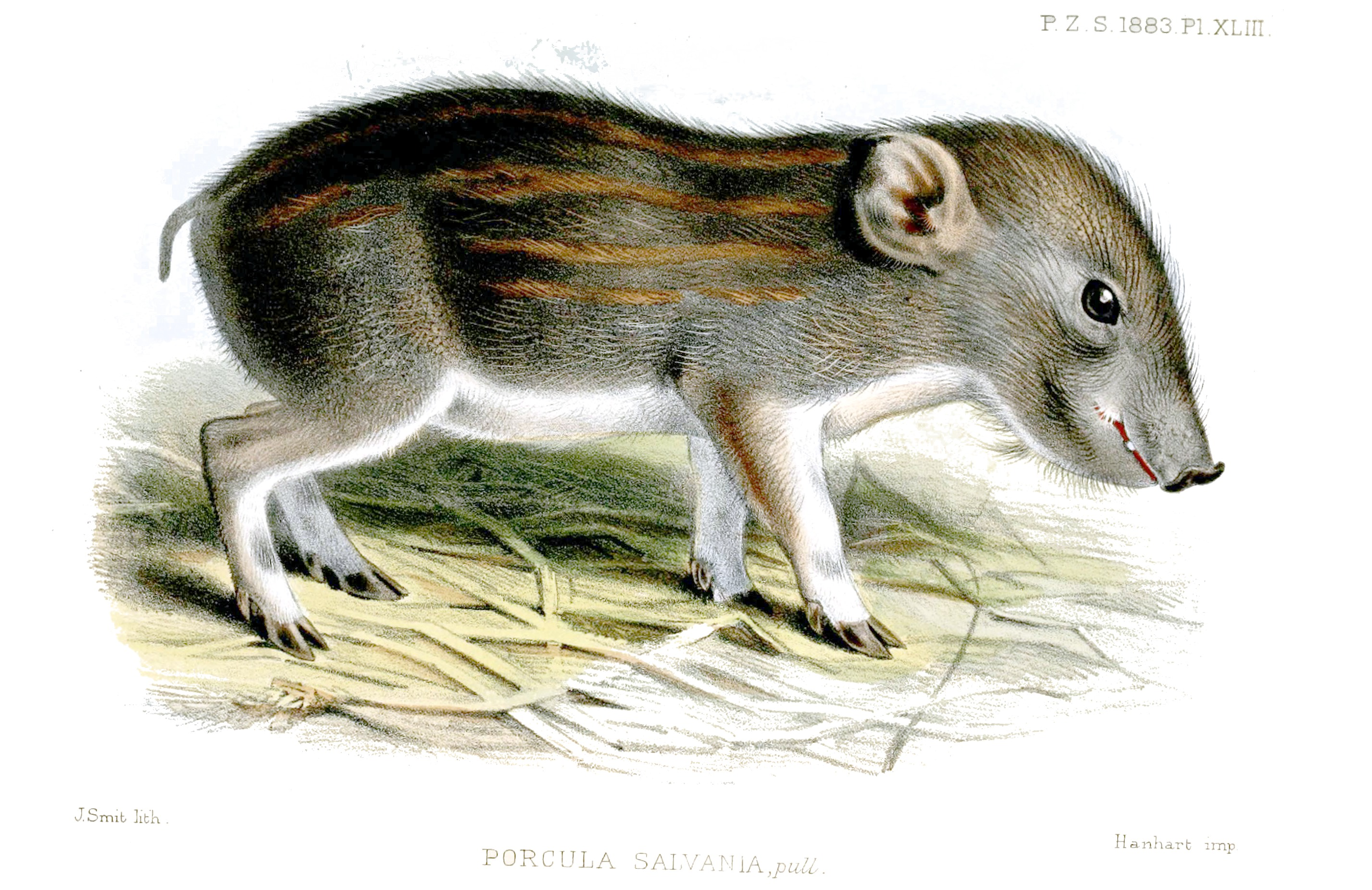
Disegno dal vivo di un piccolo nato allo zoo di Londra nel 1883.

### Dimensioni
Il maschio misura 61-71 cm di lunghezza testa-corpo, per un peso di 8-10 kg; la femmina misura 55-62 cm di lunghezza testa-corpo, per un peso di 6-8 kg.

### Aspetto
Come indica chiaramente il suo nome comune, il cinghiale nano è il rappresentante più piccolo dell'intera famiglia dei Suidi, oltre ad esserne anche il più minacciato. Questo piccolo ungulato presenta arti relativamente corti, dorso breve e arrotondato e coda estremamente breve. Il manto, grigio-bruno lungo il dorso e chiaro sulle regioni inferiori, diviene più lungo dietro la regione scapolare. Alla nascita i piccoli presentano un colore rosa-grigiastro, ma in seguito, prima di indossare la livrea degli adulti, sviluppano un manto marrone segnato da tenui strisce di colore ocra. I maschi adulti sono più grandi e più robusti delle femmine; presentano inoltre zanne (denti canini) ben visibili e una banda di peli scuri lungo il dorso del naso. Questi animali emettono deboli grugniti utilizzati per mantenersi in contatto tra loro quando si spostano attraverso la fitta vegetazione del loro habitat. Recentemente, le analisi genetiche hanno dimostrato che il cinghiale nano è l'unico rappresentante del genere Porcula, e non un membro del genere Sus, quello a cui appartiene anche il maiale domestico, come ritenuto in precedenza.

## Biologia

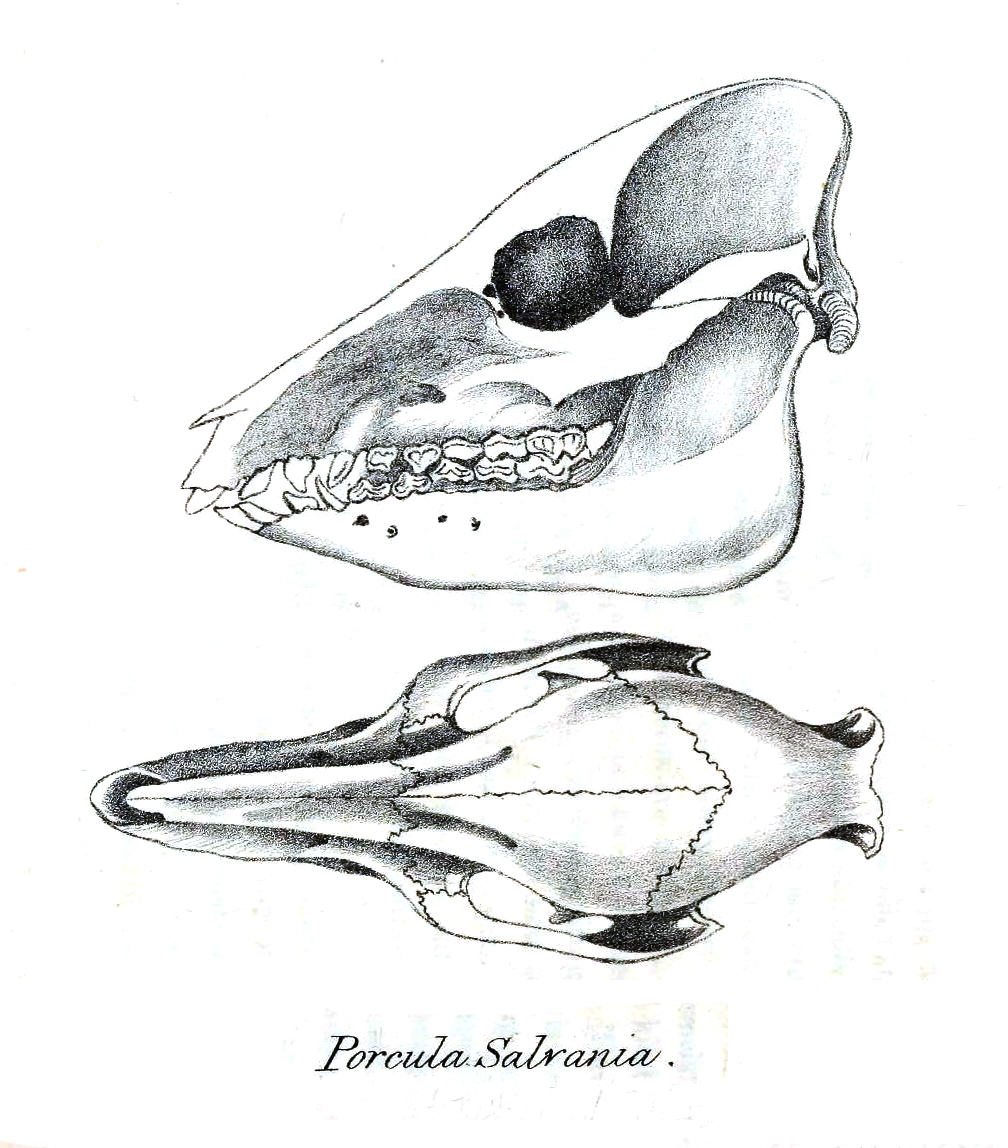
Cranio di Porcula salvania.

Le femmine di cinghiale nano vivono in piccoli gruppi, costituiti da uno o due adulti e dai loro piccoli. I maschi, invece, conducono un'esistenza solitaria, tranne che nella stagione degli amori, che ha inizio verso la fine di novembre. Durante questo periodo i maschi rivali competono tra loro per avere accesso alle femmine, utilizzando le stesse posture di minaccia tipiche dei loro cugini: adottando una posizione laterale, rizzano le setole e scuotono la testa qua e là sbadigliando e arricciando le labbra per mettere in mostra i canini. Le femmine gravide si allontanano dal gruppo in cui vivono per dare alla luce i piccoli, generalmente da quattro a sei, dopo un periodo di gestazione di circa 120 giorni. Una caratteristica peculiare dei rappresentanti di questa specie, di entrambi i sessi, è quella di utilizzare dei nidi durante tutto l'anno. L'intero gruppo familiare utilizza lo stesso nido, costruito in una depressione del terreno e rivestito con erba.
I cinghiali nani si nutrono di una grande varietà di sostanze, tra le quali radici, erba, frutti, insetti e lombrichi. Ciascun gruppo occupa un piccolo home range di circa 25 ettari e utilizza regolarmente sentieri ben visibili attraverso le distese dell'imponente erba elefante. Questi animali si spostano procedendo in fila indiana, con gli adulti che occupano le prime e le ultime posizioni della processione.

## Distribuzione e habitat
Nonostante in passato il cinghiale nano fosse presente in gran parte delle colline ai piedi dell'Himalaya, in Nepal, Bhutan e India, negli anni '60 venne addirittura considerato estinto, prima di essere «riscoperto» nel 1971. Da allora, comunque, il numero di esemplari è sceso drasticamente e oggi l'unica popolazione consistente è quella che vive all'interno del parco nazionale di Manas nel nord-ovest dell'Assam (India). La specie vive generalmente negli habitat propri delle pianure alluvionali, come le foreste secondarie, le distese di erba alta e le associazioni miste di arbusti.

## Conservazione
Le distese di erba alta in cui vive il cinghiale nano sono state quasi completamente distrutte dallo sviluppo umano, dall'agricoltura, dal pascolo del bestiame domestico e dagli incendi appiccati deliberatamente. La sola popolazione consistente di cinghiale nano è oggi ristretta al parco nazionale di Manas, dove attualmente rimangono non più di 100-150 esemplari. Perfino entro i confini del parco, comunque, la specie è minacciata dal pascolo del bestiame, dal bracconaggio e dagli incendi, mentre i continui disordini politici nella regione ostacolano seriamente la messa a punto di efficaci misure di conservazione.
In India il cinghiale nano è protetto dal 1972 e il commercio internazionale della specie è vietato ai termini dell'Appendice I della Convenzione sul commercio internazionale delle specie minacciate di estinzione (CITES). Il parco nazionale di Manas venne dichiarato patrimonio dell'umanità dall'UNESCO nel 1986. Nel 1995 venne istituito il Pygmy Hog Conservation Programme (PHCP), sotto l'egida del Pigs, Peccaries and Hippo Specialist Group della IUCN, del Durrell Wildlife Conservation Trust e di importanti autorità governative locali e nazionali. Lo staff del PHCP ha adottato una strategia poliedrica, comprendente indagini sul campo, studi comportamentali, allevamento in cattività, formazione del personale e programmi di sensibilizzazione e assistenza della comunità locale. Nel 1996 venne fondato il Pygmy Hog Research and Breeding Centre nei pressi di Guwahati (Assam), dove, nel 2000, vivevano 77 esemplari, nati a partire da sei individui originari. Nel 2008, 16 di questi cinghiali vennero rilasciati nella riserva naturale di Sonai Rupai, dove vengono tuttora attentamente monitorati. La popolazione in cattività costituisce un'assicurazione potenzialmente cruciale per preservare questo piccolo suide dall'estinzione.